# Арбаш
Арба́ш (тат. Арбаш) — село в Балтасинском районе Республики Татарстан. Входит в состав Карадуванского сельского поселения.

## Географич
Село расположено на берегах реки Ширя (правом притоке реки Шошма), на автомобильной дороге Казань — Пермь, в 9 км к западу от посёлка городского типа Балтаси. Абсолютная высота — 110 метров над уровнем моря. Ближайшие населённые пункты — Карадуван, Нижняя Кня, Верхняя Кня, Тау Зары, Малые Лызи, Нижняя Ушма.

## История
Село было основано в 30-е годы XX века, путём слияния деревень Арбаш Пашир и Арбаш Шира, основанных, в свою очередь, в конце XVI — начале XVII века. В период с XVIII по первую половину XIX века население обеих деревень относилось к категории государственных крестьян. Основные занятия жителей в этот период — земледелие и скотоводство, были распространены скорняжный промысел, бакалейная и мануфактурная торговля.
В деревне Арбаш Шира действовал кожевенный завод арского купца Ф. Монасыпова, продукцией которого торговали на ярмарках в Казани, Нижнем Новгороде, Оренбурге.
Мечеть известна с 1742 года (разрушена), в 1878 году была выстроена вновь, при мечети действовал мектеб. Вторая мечеть открыта в 1911 году.
В «Списке населенных мест по сведениям 1859 года», изданном в 1866 году, одна из деревень упомянута как казённая деревня Арбаш-по Шире 2-го стана Казанского уезда Казанской губернии. Располагалась при реке Арбаше, по правую сторону Сибирского почтового тракта, в 93 верстах от уездного и губернского города Казани и в 34 верстах от становой квартиры в заштатном городе Арске. В деревне, в 38 дворах жили 315 человек (159 мужчин и 156 женщин), была мечеть.
В том же первоисточнике, вторая деревня упомянута как казённая деревня Арбаш-Шира 2-го стана Казанского уезда Казанской губернии. Располагалась при речке Арбаше, по правую сторону Сибирского почтового тракта, в 92 верстах от уездного города Казань и в 33 верстах от становой квартиры в городе Арске. В деревне, в 38 дворах проживали 273 человека (133 мужчины и 140 женщин).
В начале XX века в деревнях функционировали 2 мечети, медресе, мектеб, мелочная лавка. Совокупный земельный надел двух сельских общин в этот период составлял 2243,1 десятину.
В 1930 году в селе был организован первый колхоз. В 1926—1961 годы в селе работала артель по обработке меха, в 1970—1993 годы — мебельная фабрика.
Административная принадлежность села в разные годы:
| Период    | Административная единица                                 |
| --------- | -------------------------------------------------------- |
| до 1920   | Балтасинская волость Казанского уезда Казанской губернии |
| 1920-1930 | Арский кантон Татарской АССР                             |
| 1930-1932 | Тюнтерский район Татарской АССР                          |
| 1932-1963 | Балтасинский район Татарской АССР                        |
| 1963-1965 | Арский район Татарской АССР                              |
| 1965-1991 | Балтасинский район Татарской АССР                        |
| 1991-н.в. | Балтасинский район Республики Татарстан                  |

## Население
| 1795 | 1859 | 1897 | 1908 | 1920 | 1926 | 1938 | 1949 | 1958 | 1970 | 1979 | 1989 | 2002 | 2010 | 2015 |
| ---- | ---- | ---- | ---- | ---- | ---- | ---- | ---- | ---- | ---- | ---- | ---- | ---- | ---- | ---- |
| 346  | 588  | 849  | 985  | 1172 | 832  | 750  | 527  | 388  | 357  | 358  | 343  | 405  | 414  | 431  |

В национальном составе населения преобладают татары.

## Экономика
Жители работают преимущественно в сельскохозяйственном производственном кооперативе «Игенче», занимаются овощеводством, мясо-молочным скотоводством. В 0,3 км восточнее села находится Арбашское месторождение известняка, разрабатываемое ОАО «Балтасиагрохимсервис».

## Инфраструктура
В селе действуют библиотека, фельдшерско-акушерский пункт.
Уличная сеть Арбаша состоит из 5 улиц.